# Maják Járy Cimrmana
Maják Járy Cimrmana je nejmladší dřevěná rozhledna Jizerských hor. V budově pod rozhlednou se nachází muzeum Járy Cimrmana, které bylo otevřeno spolu s Majákem; přístup na rozhlednu je přes muzeum. Stavba se nachází ve vsi Příchovice v katastrálním území Příchovice u Kořenova, obec Kořenov, okres Jablonec nad Nisou na úpatí Příchovického hřebene.
Rozhledna byla postavena v letech 2011 až 2013 podle projektu Hutě architektury Martin Rajniš, Je 23,7 m vysoká (nebo 25,6 m vysoká). Na rozhlednu vede 115 schodů. Jako materiál na stavbu bylo použité borové dřevo a její originální konstrukce svým tvarem skutečně připomíná maják.
Stavbu muzea a rozhledny, která stála kolem 4 milionů, financovali majitelé sousedícího penzionu U čápa bez evropských dotací. V blízkosti objektu byl na místě bývalé skládky a střelnice vybudován Lesopark Na Sluneční, autorů studia Strašné dítě/Enfant Terrible, dřevěné prvky vytvořili David Smrčka, Jaromír Bernart, Lenka Klodová a Adam Spolnik. Na projektu spolupracovaly i děti ze základních škol v Kořenově a polském Kopanieci. Grant Evropské unie pokryl cca polovinu nákladů.
Rozhledna poskytuje výhled zejména na oblast Železnobrodska a Semilska v pozadí s Kozákovem.